# Cầu diệp hai gai
Cầu diệp hai gai (danh pháp hai phần: Bulbophyllum bisetoides) là một loài phong lan thuộc chi Bulbophyllum. Loài này phân bố ở Việt Nam và Thái Lan.